# Suchrob Chodżajew
Suchrob Rustamowicz Chodżajew (ur. 21 maja 1993) – tadżycki lekkoatleta specjalizujący się w rzucie młotem, od 2010 roku reprezentant Uzbekistanu.
W 2009 został wicemistrzem świata juniorów młodszych. Od 2010 startuje w barwach Uzbekistanu, w 2012 zdobył dla tego kraju brązowy medal juniorskich mistrzostw świata. Olimpijczyk z Londynu (2012). 
Stawał na podium seniorskich mistrzostw Tadżykistanu, Uzbekistanu oraz Kazachstanu. 
Rekord życiowy: młot seniorski o wadze 7,26 kg – 78,22 (25 lipca 2015, Ałmaty). 

## Osiągnięcia
| Rok  | Impreza                               | Miejsce          | Pozycja           | Wynik |
| ---- | ------------------------------------- | ---------------- | ----------------- | ----- |
| 2009 | Mistrzostwa świata juniorów młodszych | Tyrol Południowy | 2. miejsce        | 73,29 |
| 2012 | Mistrzostwa świata juniorów           | Barcelona        | 3. miejsce        | 76,16 |
| 2012 | Igrzyska olimpijskie                  | Londyn           | el. – 38. miejsce | 65,88 |
| 2014 | Igrzyska azjatyckie                   | Incheon          | 5. miejsce        | 71,43 |
| 2015 | Mistrzostwa Azji                      | Wuhan            | 4. miejsce        | 72,63 |
| 2015 | Mistrzostwa świata                    | Pekin            | el. – 26. miejsce | 71,24 |
| 2016 | Igrzyska olimpijskie                  | Rio de Janeiro   | el. – 23. miejsce | 70,11 |
| 2017 | Igrzyska solidarności islamskiej      | Baku             | 5. miejsce        | 70,31 |
| 2023 | Mistrzostwa Azji                      | Bangkok          | 2. miejsce        | 71,83 |
| 2023 | Igrzyska azjatyckie                   | Hangzhou         | 3. miejsce        | 70,79 |